# アジ化アンモニウム
アジ化アンモニウム(ammonium azide)は、組成式がNH4N3の無機化合物である。アンモニアのアジ化物である。初めて単離したのはドイツ人化学者のテオドール・クルティウス（1890年）である。

## 性質
他のアジ化物と同様に無色の塩で、強力な爆発性を持つが、刺激感受性は低い。イオン結晶であり水に溶ける。
アジ化アンモニウムはその質量の約 93 % が窒素である。
少量を吸入すると頭痛と動悸と催す。